# هالدون (نیوجرسی)
هالدون (به انگلیسی: Haledon) شهری در ایالت نیوجرسی کشور ایالات متحده آمریکا است که جمعیت آن در سرشماری سال ۲۰۱۰ میلادی، ۸٬۳۱۸ نفر بوده‌است.